# Petřvald (okres Karviná)
Petřvald (Duits: Peterswald, Pools: Pietwałd) is een Tsjechische stad in de regio Moravië-Silezië, en maakt deel uit van het district Karviná.
Petřvald telt 6999 inwoners (2006).
Albrechtice ·
Bohumín ·
Český Těšín ·
Dětmarovice ·
Dolní Lutyně ·
Doubrava ·
Havířov ·
Horní Bludovice ·
Horní Suchá ·
Chotěbuz ·
Karviná ·
Orlová ·
Petrovice u Karviné ·
Petřvald ·
Rychvald ·
Stonava ·
Těrlicko